# Monastère Saint-Pantaleimon d'Ohrid
Le monastère Saint-Pantaleimon d'Ohrid, autrefois appelé monastère Saint-Clément, est un ancien monastère byzantin construit au Xe siècle à Ohrid, ville du sud-ouest de la Macédoine du Nord. Il se trouve sur le site de Plaochnik.
Il a connu plusieurs rénovations au cours des siècles et fut converti en mosquée par les Turcs au XVe siècle. Pendant la seconde moitié du XXe siècle, il fut l'objet de nombreuses fouilles archéologiques, puis son église a été reconstruite en 2002.
Le site de Plaochnik pourrait être l'endroit où l'alphabet glagolitique puis cyrillique ont été enseignés pour la première fois.

## Histoire

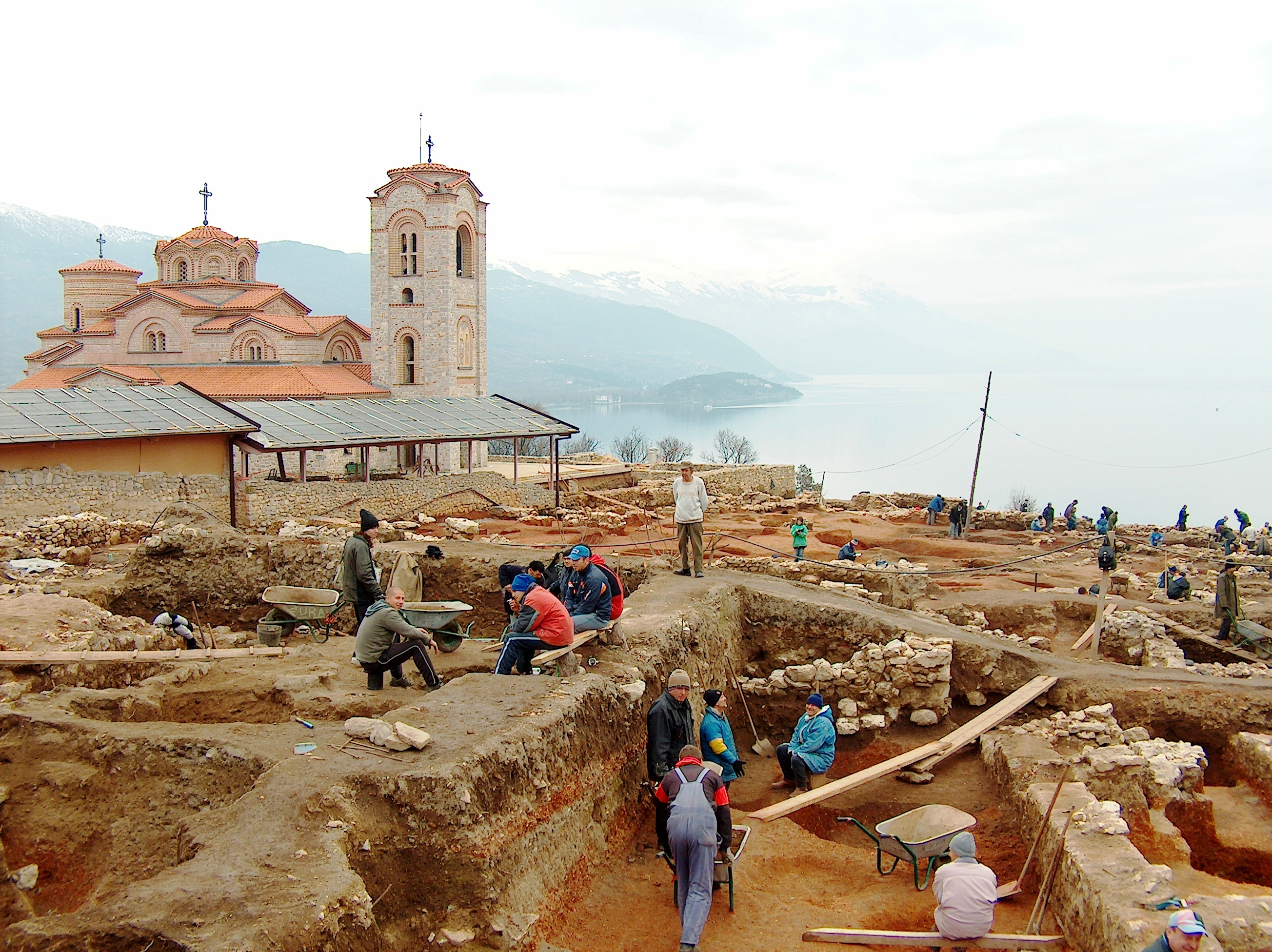
Fouilles archéologiques.

Avant l'arrivée de Clément d'Ohrid, plusieurs églises existaient déjà sur le site de Plaochnik. Des mosaïques de ces églises sont d'ailleurs visibles dans l'édifice actuel. Lors de la création de son monastère, il fit rénover l'une de ces églises, qui s'avéra rapidement insuffisante. Saint Clément commanda donc l'édifice actuel, construit sur un rectangle irrégulier. Il y fut enterré en 916, sa tombe existe toujours. 
Au XVe siècle, les Turcs firent de l'église une mosquée, mais elle retrouva son usage premier au XVIe siècle et le monastère fut rétabli. Au XVIIe siècle, l'église était en ruines et les Musulmans bâtirent une nouvelle mosquée à proximité. Cette mosquée est aujourd'hui disparue. Des fouilles archéologiques furent lancées en 1943 et en 1965.
En 2000, des travaux de reconstruction de l'église furent lancés, ils s'achevèrent en 2002. Depuis, de nouvelles fouilles ont été effectuées dans les restes des bâtiments conventuels. Un projet prévoit la construction d'un vaste complexe culturel sur le site, incluant musée et bibliothèque.